# Bonbon tè
Pour les articles homonymes, voir Bonbon (homonymie).
 (octobre 2022).
La mise en forme du texte ne suit pas les recommandations de Wikipédia : il faut le « wikifier ».
Les points d'amélioration suivants sont les cas les plus fréquents. Le détail des points à revoir est peut-être précisé sur la page de discussion.
- Les titres sont pré-formatés par le logiciel. Ils ne sont ni en capitales, ni en gras.
- Le texte ne doit pas être écrit en capitales (les noms de famille non plus), ni en gras, ni en italique, ni en « petit »…
- Le gras n'est utilisé que pour surligner le titre de l'article dans l'introduction, une seule fois.
- L'italique est rarement utilisé : mots en langue étrangère, titres d'œuvres, noms de bateaux, etc.
- Les citations ne sont pas en italique mais en corps de texte normal. Elles sont entourées par des guillemets français : « et ».
- Les listes à puces sont à éviter, des paragraphes rédigés étant largement préférés. Les tableaux sont à réserver à la présentation de données structurées (résultats, etc.).
- Les appels de note de bas de page (petits chiffres en exposant, introduits par l'outil «  Source ») sont à placer entre la fin de phrase et le point final[comme ça].
- Les liens internes (vers d'autres articles de Wikipédia) sont à choisir avec parcimonie. Créez des liens vers des articles approfondissant le sujet. Les termes génériques sans rapport avec le sujet sont à éviter, ainsi que les répétitions de liens vers un même terme.
- Les liens externes sont à placer uniquement dans une section « Liens externes », à la fin de l'article. Ces liens sont à choisir avec parcimonie suivant les règles définies. Si un lien sert de source à l'article, son insertion dans le texte est à faire par les notes de bas de page.
- La présentation des références doit suivre les conventions bibliographiques. Il est recommandé d'utiliser les modèles {{Ouvrage}}, {{Chapitre}}, {{Article}}, {{Lien web}} et/ou {{Bibliographie}}. Le mode d'édition visuel peut mettre en forme automatiquement les références.
- Insérer une infobox (cadre d'informations à droite) n'est pas obligatoire pour parachever la mise en page.

Pour une aide détaillée, merci de consulter Aide:Wikification.
Si vous pensez que ces points ont été résolus, vous pouvez retirer ce bandeau et améliorer la mise en forme d'un autre article.

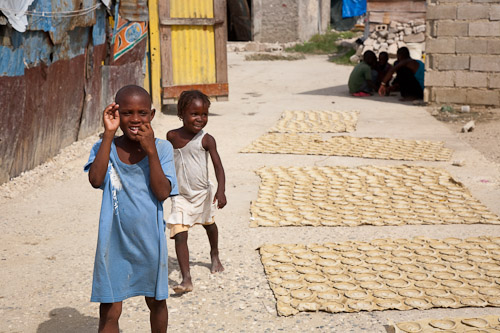
Des galettes séchant au soleil.

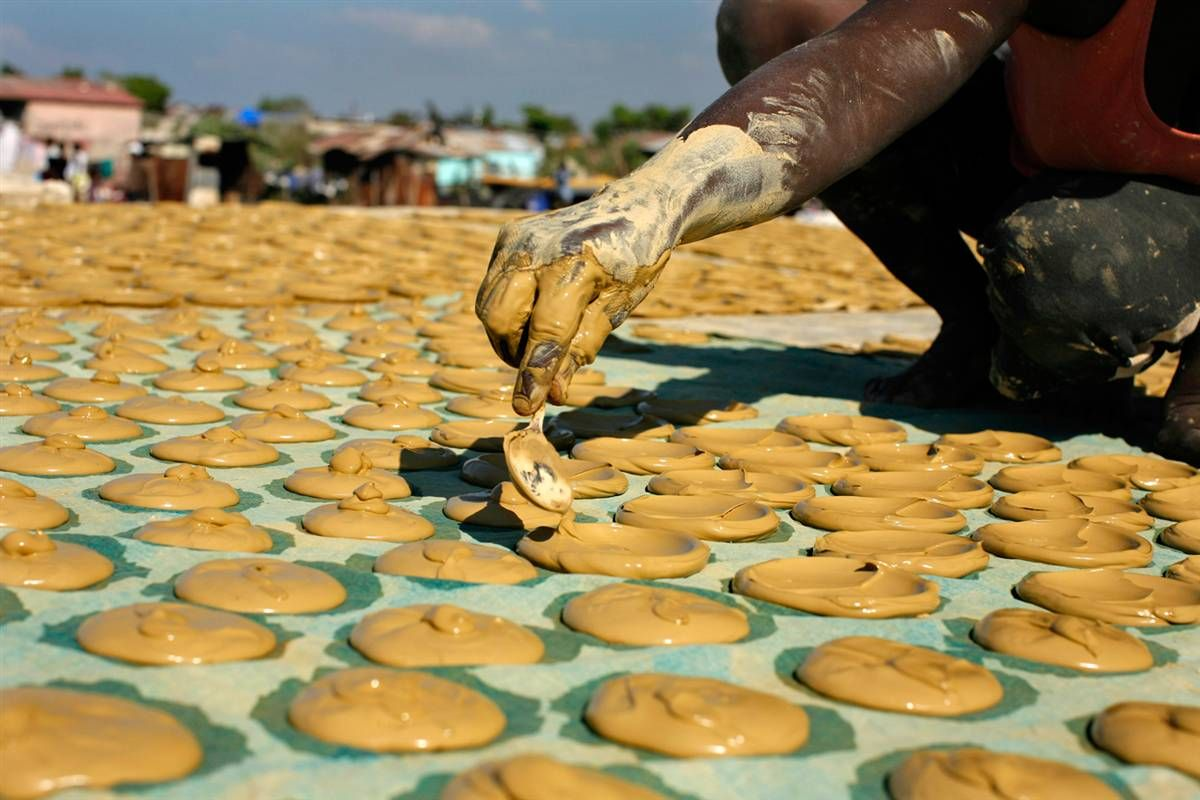
La préparation des galettes.

Un bonbon tè (« bonbon de terre » en créole haïtien), également connu sous le nom de galette, est un aliment à base de sol, originaire d'Haïti. Il est surtout consommé par les femmes durant la grossesse, mais également par la population générale durant des périodes de précarité alimentaire. Les bonbons tè sont utilisés à la fois pour soulager les douleurs de la faim ou des problèmes gastro-intestinaux, mais aussi comme complément alimentaire. Les galettes sont un aliment commun dans les bidonvilles tels que Cité Soleil. En général, l'argile utilisée pour fabriquer les galettes est récoltée près du plateau central du pays, tel que dans la ville de Hinche, et transportée par des camions vers les marchés des métropoles,,. Tout d'abord, la terre est filtrée pour éliminer les roches et les mottes. Ensuite, elle est mélangée avec du sel et de la graisse alimentaire pour former une pâte simple,,. Cette pâte boueuse est finalement façonnée en « biscuits » que l'on laisse sécher au soleil. Le produit final est vendu dans les marchés ou mangé chez soi.
En raison de leur teneur en minéraux, les bonbons tè sont traditionnellement utilisés comme compléments alimentaires pour les femmes enceintes et les enfants,. Certains Haïtiens croient qu'ils contiennent du calcium qui pourrait être utilisé comme antiacide et pour la nutrition, mais cela est contesté par les médecins qui mettent en garde contre les dommages aux dents, les blocages intestinaux et la constipation,,.